# Ken Thompson
Kenneth Lane Thompson (n. 4 februarie 1943, New Orleans, Louisiana, SUA) este un important informatician american, cunoscut pentru inventarea limbajului de programare B și pentru munca depusă în proiectele sistemelor de operare Unix și Plan9. Munca la sistemul de operare Unix i-a adus lui și lui Dennis Ritchie Premiul Turing din partea ACM în 1983.

## Viața personală
Ken Thompson este căsătorit și are un fiu. El a fost un utilizator al produselor Apple, dar mai târziu a trecut la sistemul de operare Raspberry Pi din cauza problemelor cu care s-a confruntat cu produsele Apple.